# 羅斯噴泉

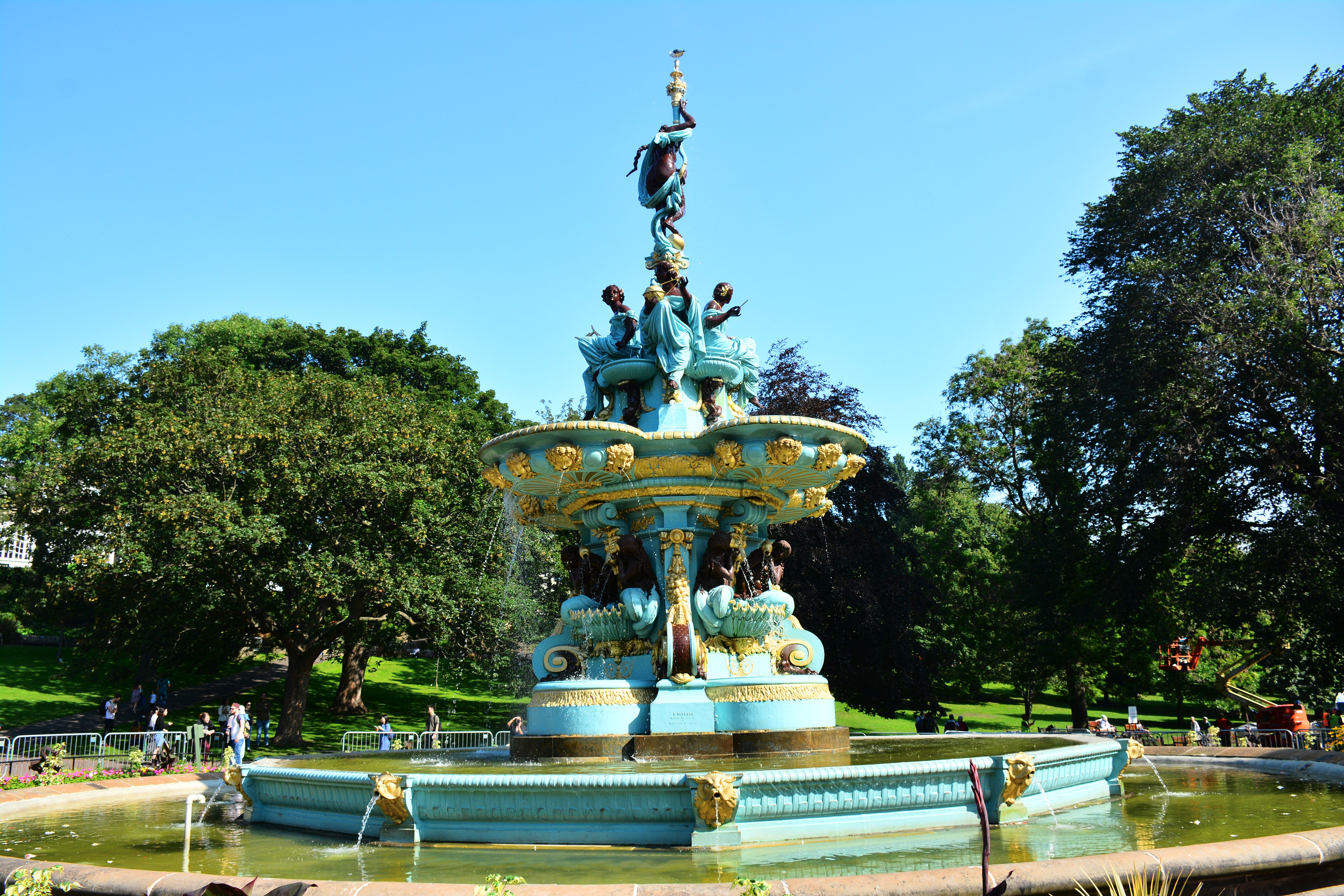
羅斯噴泉

羅斯噴泉（Ross Fountain）是位於蘇格蘭愛丁堡西王子街花園的一個鑄鐵製噴泉，設置於1872年。羅斯噴泉製造於法國，曾是1862年大展覽會的展品。1862年，該噴泉被丹尼爾·羅斯（Daniel Ross）以2000英鎊的價格購買並贈送給愛丁堡市。2011年，羅斯噴泉進行了修復。